# Yaishi
Yaishi – piąty album studyjny polskiej grupy muzycznej Moonlight. Wydawnictwo ukazało się 25 października 2001 roku nakładem wytwórni muzycznej Metal Mind Productions. Był to przedostatni album grupy zrealizowany z klawiszowcem Danielem Potaszem. Płyta dotarła do 24. miejsca listy OLiS w Polsce. 
Według oświadczenia wystosowanego w 2002 roku przez zespół Moonlight, Daniel Potasz nie brał udziału w nagraniach albumu Yaishi. Muzyk figuruje jednak na płycie jako współautor wszystkich kompozycji.

## Lista utworów
Opracowano na podstawie materiału źródłowego.
1. "Yaishi" (muz. Podciechowski, Kutys, Kaźmierski, Konarska, sł. Potasz) - 04:32
2. "Col" (muz. Potasz, Konarska, sł. Potasz) - 03:47
3. "Ergo Sum" (muz. Potasz, Konarska, sł. Potasz) - 04:48
4. "W Końcu Naszych Dni" (muz. Potasz, Konarska, sł. Potasz) - 05:25
5. "Historia Do Zapomnienia" (muz. Potasz, Konarska, Kutys, sł. Potasz) - 04:46
6. "Zapach" (muz. Podciechowski, Kutys, Kaźmierski, Konarska, sł. Konarska) - 05:52
7. "Meren - Re (Rapsod)" (muz. Potasz, Konarska, sł. Potasz) - 05:17
8. "Jesugej Von Baatur" (muz. Potasz, Konarska, sł. Potasz) - 04:03
9. "{\displaystyle \infty }" (muz. Konarska, sł. Konarska) - 04:38
10. "Nic" (muz. Potasz, Konarska, sł. Potasz) - 04:09
11. "Gebbeth" (muz. Potasz, Konarska, Bors, sł. Potasz) - 05:22

## Twórcy
Opracowano na podstawie materiału źródłowego.
| - Maja Konarska - śpiew - Daniel Potasz - instrumenty klawiszowe - Andrzej Kutys - gitara - Michal Podciechowski - gitara basowa - Maciej Kazmierski - perkusja | - Marcin Bors - gościnnie gitara, inżynieria dźwięku, miksowanie - Andrzej "Gienia" Markowski - gościnnie instrumenty klawiszowe - Andrzej Ryszard Grabowiecki - zdjęcia - Jarosław "K'haaL" Kubicki - opracowanie graficzne |